# Symfonie nr. 92 (Haydn)
De Symfonie nr. 92 is een symfonie van Joseph Haydn, voltooid in 1789. De symfonie staat ook bekend onder de naam Oxford-Symfonie. Dit komt doordat Haydn deze symfonie dirigeerde tijdens een ceremonie waarbij hij zelf een eredoctoraat van de Universiteit van Oxford kreeg. De naam kan verwarrend zijn, want ze was al vroeger geschreven en uitgevoerd in Parijs. Ze kreeg dus later de bijnaam.

## Bezetting
- Fluiten
- 2 hobo's
- 2 fagotten
- 2 hoorns
- 2 trompetten
- Pauken
- Strijkers
- Klavecimbel[bron?]

## Delen
Het werk bestaat uit vier delen:
1. Adagio - Allegro spiritoso
2. Adagio cantabile
3. Menuetto: Allegretto
4. Finale: Presto

1 · 2 · 3 · 4 · 5 · 6 (Le Matin) · 7 (Le Midi) · 8 (Le Soir) · 9 · 10 · 11 · 12 · 13 · 14 · 15 · 16 · 17 · 18 · 19 · 20 · 21 · 22 (De Filosoof) · 23 · 24 · 25 · 26 (Lamentatione) · 27 · 28 · 29 · 30 (Halleluja) · 31 (Hoornsignaal) · 32 · 33 · 34 · 35 · 36 · 37 · 38 (Echo) · 39 · 40 · 41 · 42 · 43 (Mercurius) · 44 (Treursymfonie) · 45 (Afscheidssymfonie) · 46 · 47 (Palindroom) · 48 (Maria Theresia) · 49 (La Passione) · 50 · 51 · 52 · 53 (L'Impériale) · 54 · 55 (De schoolmeester) · 56 · 57 · 58 · 59 (Vuursymfonie) · 60 (Il distratto) · 61 · 62 · 63 (La Roxelane) · 64 (Tempora mutantur) · 65 · 66 · 67 · 68 · 69 (Laudon) · 70 · 71 · 72 · 73 (La chasse) · 74 · 75 · 76 · 77 · 78 · 79 · 80 · 81

88 · 89 · 90 · 91 · 92 (Oxford)

- Bibliothèque nationale de France: cb148051833 (data)
- Catàleg d'autoritats de noms i títols de Catalunya: 981058524948506706
- MusicBrainz work: 24d45fec-fefa-4fc9-b215-4884bbc3ec03
- Nationale Bibliotheek van Israël: 987007502519605171
- Virtual International Authority File: 185089672